# 관광우편날짜도장

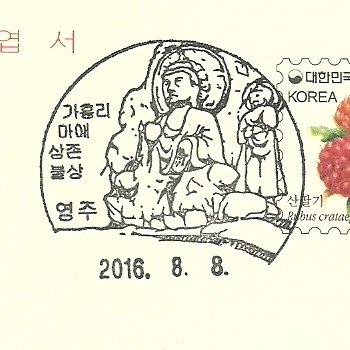
영주우체국 가흥리 마애삼존불상 관광우편날짜도장

관광우편날짜도장(觀光郵便날짜圖章) 또는 줄여서 관광인(觀光印)은 날짜도장의 한 종류로 우체국의 이름과 날짜 외에 해당 우체국 주변의 명소나 고적, 문화재 등과 관련있는 도안이 새겨져 있다.

## 역사
한국 최초의 관광우편날짜도장은 일제강점기때 만들어졌다. 1931년 10월 20일부터 쓰기 시작했다.
대한민국 정부 수립 후 최초의 관광우편날짜도장은 1958년 5월 20일 서울중앙우체국에서 사용되었다. 그러나 1954년 8월 1일에 대천우체국 대천해수욕장임시출장소에서 사용한 날짜도장을 최초의 관광우편날짜도장으로 보는 수집가도 있다. 과거에는 관광통신일부인(觀光通信日附印)이라고 불렀으나 우정사업본부는 2014년 12월부터 일본제 한자어를 순화하기 위해 이름을 관광우편날짜도장으로 바꾸었다.
1958년 8월에 관광우편날짜도장 사용관서는 16개국이었다. 2019년 11월 5일 기준으로 427개국에서 488개의 관광우편날짜도장을 쓰고 있다.

## 각국의 관광우편날짜도장
일본에서는 풍경입통신일부인(風景入通信日付印) 또는 줄여서 풍경인(風景印)을 사용한다. 1931년 7월 7일에 일본 체신성 고시로 풍경입통신일부인 제도가 만들어졌으며, 7월 10일에 후지산 우체국과 후지산 북 우체국에서 처음으로 쓰기 시작했다. 2018년 1월 1일 기준으로 11,139개국에 배치돼 있다.
독일과 스위스, 중화민국, 캐나다에서도 사용하고 있으며, 중화인민공화국에서는 풍경일착(風景日戳)이라고 불리는 일부인을 사용하고 있다. 류큐 열도 미국민정부에서도 관광우편날짜도장을 썼다.